# 유전자 결실

유전자 결실이 일어난 염색체

유전자 결실(遺傳子缺失, 영어: gene deletion)은 염색체의 일부가 유전자 재조합 과정에서 누락되어 일어나는 돌연변이이다. 크리 두 샤 증후군과 같은 유전성 질환을 일으키는 원인이 된다.

## 개요
유전성 질환을 앓고 있는 환자들 이외에 건강한 사람의 유전체에서도 유전자 결실은 흔히 관찰된다. 유전자 발현에서 중요한 역할을 하는 유전자가 결실되었을 때 질병으로 발전하게 된다.

## 질환
유전자 결실로 인해 발생하는 유전성 질환으로는 크리 두 샤 증후군, 윌리엄스 증후군, 듀센형 근이영양증 등이 있다.

## 검사
유전자 결실의 검사는 중합효소 연쇄반응을 통해 복제한 유전자를 겔 전기 영동법을 통해 확인하는 방법으로 이루어진다.

## 실험
2010년 서울대학교 화학부 유전체 엔지니어링 연구실의 김진수 등은 인공 효소인 징크 핑거 뉴클레아제를 이용하여 염색체의 특정한 부위를 잘라내어 인공적인 유전자 결실을 유도하였다. 이 실험에서는 면역세포에서 발현되는 후천면역결핍증후군의 수용체인 Chemokine receptor 5(CCR5)를 만드는 유전자를 인위적으로 결실시켰다. 건강에 아무 문제가 없는 정상적인 백인 중에는 CCR5 유전자에 32 bp의 결실이 있는 사람들이 흔히 있는데 이들의 면역세포는 CCR5 단백질을 발현하지 않고 AIDS 바이러스에도 감염되지 않는다. 따라서 AIDS 환자로부터 면역세포를 추출하고 이들 세포에서 ZFN을 이용해 CCR5 유전자를 녹아웃 시키는 방법은 AIDS에 대한 효과적인 유전자치료가 될 것으로 기대된다.

## 같이 보기
- 돌연변이
- 유전자 중복
- 유전자 재조합
- DNA 복제